# Puchar Ukrainy w piłce nożnej (2023/2024)
Puchar Ukrainy 2023/2024 (oficjalna nazwa: Puchar Ukrainy w piłce nożnej, ukr. Кубок України з футболу) – 32. rozgrywki pucharowe ukraińskiej klubowej piłki nożnej, organizowanych przez UAF, mające na celu wyłonienie zdobywcy krajowego Pucharu, który zakwalifikuje się tym samym do Ligi Europy UEFA sezonu 2024/2025. Sezon będzie trwać od 29 lipca 2023 do 15 maja 2024. Z powodu rosyjskiej inwazji na Ukrainę mecze rozgrywane są bez widzów. Tytułu broniło Dynamo Kijów, które odpadło z rozgrywek w 1/8 finału. Puchar Ukrainy po raz 14. zdobył Szachtar Donieck.
W sezonie 2023/2024 rozgrywki te składały się z:
- pierwszej rundy wstępnej,
- drugiej rundy wstępnej,
- trzeciej rundy wstępnej,
- czwartej rundy wstępnej, do której dołączyły 8 najniżej sklasyfikowanej zespołów Premier-lihi sezonu 2022/2023 (spadkowicze zastąpieni beniaminkami ligi),
- meczów 1/8 finału, do której dołączyły 8 najwyżej sklasyfikowanej zespołów Premier-lihi sezonu 2022/2023,
- meczów 1/4 finału,
- meczów 1/2 finału,
- meczu finałowego.

## Drużyny
Do rozgrywek Pucharu przystąpiło 51 drużyn: 16 z Premier-lihi, 20 z Pierwszej Lihi i 11 z Drugiej Lihi oraz finaliści i półfinaliści Pucharu Ukrainy wśród drużyn amatorskich sezonów 2021/22 i 2022/23.
| Kluby Premier Lihi: | Kluby Pierwszej Lihi: | Kluby Drugiej Lihi: | Finaliści i półfinaliści Pucharu Ukrainy wśród drużyn amatorskich:                                                                       |
| - Czornomoreć Odessa - SK Dnipro-1 - Dynamo Kijów - Kołos Kowaliwka - Krywbas Krzywy Róg - ŁNZ Czerkasy - Metalist 1925 Charków - FK Mynaj - Obołoń Kijów - FK Ołeksandrija - Polissia Żytomierz - Ruch Lwów - Szachtar Donieck - Worskła Połtawa - Weres - Zoria Ługańsk | - Ahrobiznes Wołoczyska - Bukowyna Czerniowce - FK Czernihów - Hirnyk-Sport Horiszni Pławni - Dinaz Wyszogród - Epicentr Kamieniec Podolski - Inhułeć Petrowe - Karpaty Lwów - FK Chust - Kremiń Krzemieńczuk - Liwyj Bereh Kijów - FSK Mariupol - Metalist Charków - Metałurh Zaporoże - Nywa Buzowa - Nywa Tarnopol - Podilla Chmielnicki - SK Połtawa - Prykarpattia Iwano-Frankiwsk - Wiktorija Sumy | - Czajka Petropawliwśka Borszczahiwka - Drużba Myriwka - FK Kudriwka - Łokomotyw Kijów - Nywa Winnica - Reał Farma Odessa - Skała 1911 Stryj - FK Trostianeć - JuKSA Kijów - Wast Mikołajów - FK Zwiahel | - Fazenda Czerniowce (półfinalista) - FK Mikołajów (półfinalista 2021/22) - Olimpija Sawynci (finalista) - Szturm Iwanków (półfinalista) |

## Terminarz rozgrywek

### Pierwsza runda wstępna (1/128 finału)
Mecze rozegrano 29 lipca 2023 roku.
| FK Mikołajów     | 6:1 | Fazenda Czerniowce |             |
| Olimpija Sawynci | 0:1 | FK Kudriwka        |             |
| Szturm Iwanków   | 1:1 | JuKSA Kijów        | dod., k.4:5 |

### Druga runda wstępna (1/64 finału)
Mecze rozegrano 2 sierpnia 2023 roku, z wyjątkiem meczu: Łokomotyw Kijów – Dinaz Wyszogród, który odbył się 3 sierpnia 2023.
| Prykarpattia Iwano-Frankiwsk | 2:1 | Karpaty Lwów                        |                                          |
| Metalist Charków             | 1:2 | Epicentr Kamieniec Podolski         |                                          |
| Skała 1911 Stryj             | 5:2 | FK Chust                            |                                          |
| Podilla Chmielnicki          | 0:0 | Nywa Tarnopol                       | dod., k.2:3                              |
| Nywa Winnica                 | 0:1 | Ahrobiznes Wołoczyska               | dod.                                     |
| FK Mikołajów                 | 1:0 | Bukowyna Czerniowce                 |                                          |
| Hirnyk-Sport Horiszni Pławni | 1:0 | SK Połtawa                          | dod.                                     |
| Inhułeć Petrowe              | 4:3 | Metałurh Zaporoże                   |                                          |
| FK Kudriwka                  | 3:0 | Kremiń Krzemieńczuk                 |                                          |
| FK Zwiahel                   | 5:0 | Czajka Petropawliwśka Borszczahiwka |                                          |
| JuKSA Kijów                  | 1:1 | Nywa Buzowa                         | dod., k.4:3                              |
| FK Czernihów                 | 1:2 | Liwyj Bereh Kijów                   |                                          |
| FSK Mariupol                 | 5:2 | Wast Mikołajów                      |                                          |
| Drużba Myriwka               | 1:2 | Wiktorija Sumy                      |                                          |
| FK Trostianeć                | +:– | Reał Farma Odessa                   | Reał Farma Odessa nie stawił się na mecz |
| Łokomotyw Kijów              | 1:0 | Dinaz Wyszogród                     |                                          |

### Trzecia runda wstępna (1/32 finału)
Mecze rozegrano 15 i 16 sierpnia 2023 roku.
| FK Kudriwka                  | 2:2 | FSK Mariupol                 | dod., k.6:7 |
| Prykarpattia Iwano-Frankiwsk | 1:2 | Epicentr Kamieniec Podolski  |             |
| FK Zwiahel                   | 4:0 | JuKSA Kijów                  |             |
| FK Trostianeć                | 1:2 | Hirnyk-Sport Horiszni Pławni |             |
| Łokomotyw Kijów              | 0:2 | Liwyj Bereh Kijów            |             |
| Inhułeć Petrowe              | 0:1 | Wiktorija Sumy               |             |
| FK Mikołajów                 | 1:3 | Ahrobiznes Wołoczyska        | dod.        |
| Skała 1911 Stryj             | 2:1 | Nywa Tarnopol                | dod.        |

### Czwarta runda wstępna (1/16 finału)
Mecze rozegrano 23 sierpnia 2023 roku.
| Skała 1911 Stryj             | 0:2 | Ruch Lwów             |             |
| Ahrobiznes Wołoczyska        | 0:2 | Polissia Żytomierz    |             |
| Epicentr Kamieniec Podolski  | 1:3 | Weres Równe           |             |
| FSK Mariupol                 | 2:2 | Kołos Kowaliwka       | dod., k.5:4 |
| FK Zwiahel                   | 0:1 | Obołoń Kijów          |             |
| Liwyj Bereh Kijów            | 1:2 | Czornomoreć Odessa    | dod.        |
| Hirnyk-Sport Horiszni Pławni | 1:3 | Metalist 1925 Charków |             |
| ŁNZ Czerkasy                 | 0:1 | Wiktorija Sumy        |             |

### 1/8 finału
Mecze rozegrano 26 i 27 września 2023 roku, z wyjątkiem meczu FSK Mariupol – Zoria Ługańsk, który odbył się 12 października 2023 roku.
| Weres Równe           | 0:3 | Szachtar Donieck   |             |
| Ruch Lwów             | 0:1 | FK Ołeksandrija    |             |
| Wiktorija Sumy        | 1:0 | FK Mynaj           |             |
| Polissia Żytomierz    | 1:1 | SK Dnipro-1        | dod., k.5:4 |
| Czornomoreć Odessa    | 2:1 | Krywbas Krzywy Róg |             |
| Obołoń Kijów          | 1:0 | Dynamo Kijów       |             |
| Metalist 1925 Charków | 0:3 | Worskła Połtawa    |             |
| FSK Mariupol          | 0:1 | Zoria Ługańsk      |             |

### 1/4 finału
Mecze ćwierćfinałowe rozegrano 30 października i 1-2 listopada 2023 roku.
| Wiktorija Sumy     | 0:3 | Szachtar Donieck |             |
| Czornomoreć Odessa | 4:1 | Zoria Ługańsk    |             |
| Obołoń Kijów       | 0:3 | Worskła Połtawa  |             |
| Polissia Żytomierz | 0:0 | FK Ołeksandrija  | dod., k.4:3 |

### 1/2 finału
Mecze półfinałowe rozegrano 3 i 4 kwietnia 2024 roku.
| Szachtar Donieck   | 4:1 | Czornomoreć Odessa |  |
| Polissia Żytomierz | 0:1 | Worskła Połtawa    |  |

### Finał
Mecz został rozegrany 15 maja 2024.
| 15 maja 2024 18:00 | Worskła Połtawa · Kowtaluk 85' | 1:2(0:1)Raport | Szachtar Donieck · 40' Sikan · 55' Konopla | Stadion Awanhard, Równe Widzów: 3500 Sędzia: Witalij Romanow (Dniepr) |
|                    |                                |                |                                            |                                                                       |

| Zdobywca Pucharu Ukrainy 2023/24 |
| -------------------------------- |
| Szachtar Donieck 14 tytuł        |
| ...                              |